# Dorthausen
Dorthausen ist eine Honschaft (Ortsteil) des Stadtteils Rheindahlen-Land im Stadtbezirk West (bis 22. Oktober 2009 Rheindahlen) in Mönchengladbach.

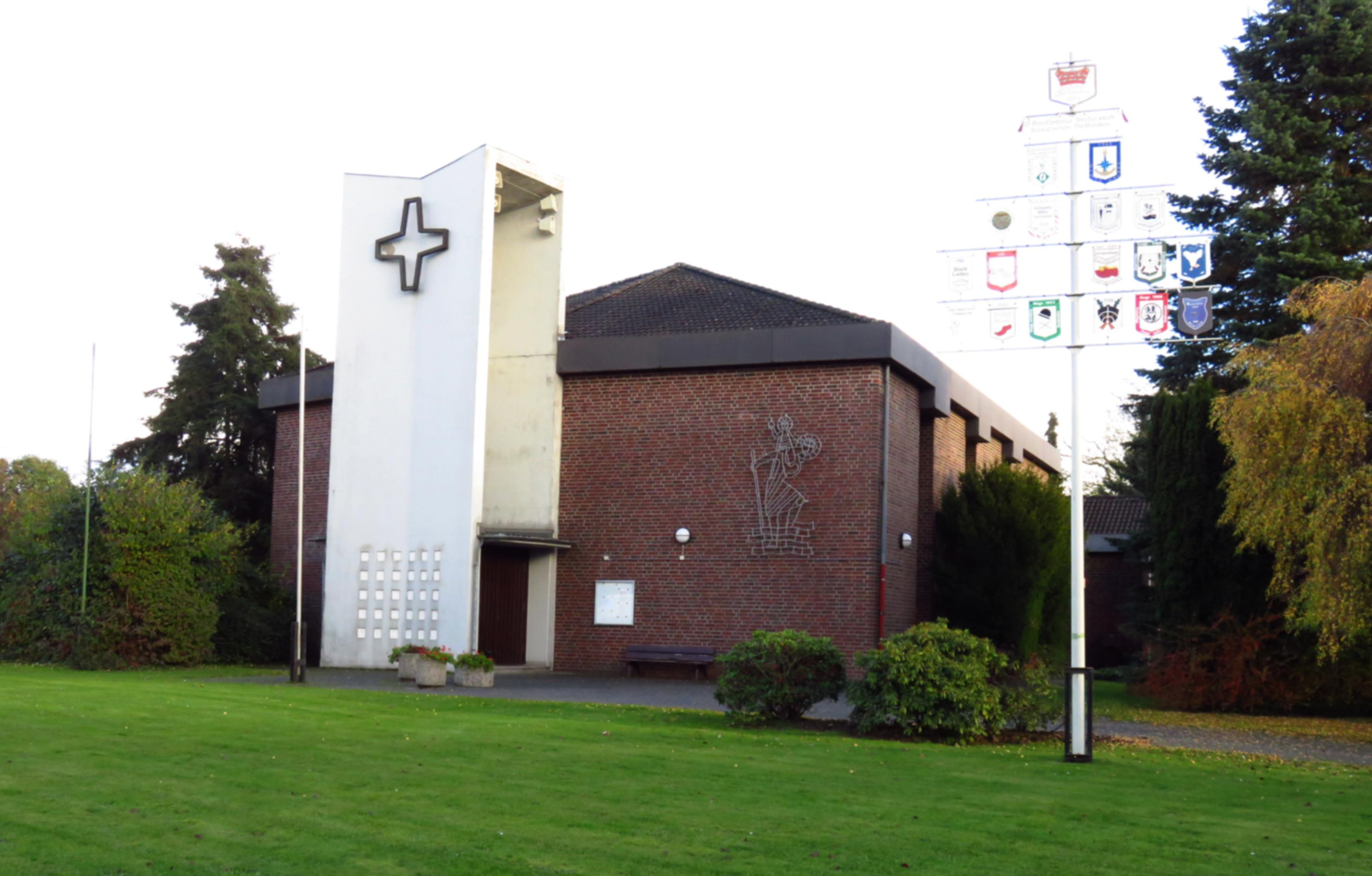
Ehemalige Kirche St. Christophorus, 2022 abgerissen

Der Ort setzt sich zusammen aus den Straßen Dorthausen, Flachsbleiche, Am Sitterhof, Dahlener Heide, St.-Christophorus-Straße, Am Kolbusch, An den Flachsgruben, Susanne-Beckers-Weg, Antonie-Boetzelen-Ring und dem Anna-Künning-Weg.

## Geschichte
Erstmals geschichtlich erwähnt wurde Dorthausen im Jahre 1405. Die im Jahr 1961 erbaute katholische Kirche St. Christophorus wurde 2022 abgerissen.

## Kultur und Sehenswürdigkeiten
Die Kapelle Zum heiligen Josef wurde 1900 erbaut.